# Hayley Lewis
Hayley Jane Lewis (Brisbane, 2 de marzo de 1974) es una nadadora australiana retirada especializada en pruebas de estilo libre media y larga distancia, donde consiguió ser subcampeona olímpica en 1992 en los 800 metros. Es madre del nadador Kai Taylor.

## Carrera deportiva
En los Juegos Olímpicos de Barcelona 1992 ganó la medalla de bronce en los 400 metros libre, con un tiempo de 4:11.22 segundos, tras la alemana Dagmar Hase y la estadounidense Janet Evans (plata con 4:07.37 segundos). Y también ganó la plata en los 800 metros, con un tiempo de 8:30.34 segundos, de nuevo tras Janet Evans (oro).